# John Hawkesworth (officier)
Ne doit pas être confondu avec John Hawkesworth (écrivain).
John Ledlie Inglis Hawkesworth (19 février 1893 - 3 juin 1945) est un lieutenant-général de l'armée britannique qui a servi pendant les deux guerres mondiales. 
Pendant la Seconde Guerre mondiale, il commanda la 4e division pendant la campagne de Tunisie au début de 1943, puis la 46e division pendant la majeure partie de la campagne d'Italie et, enfin, le Xe corps en Grèce, avant de décéder d'une crise cardiaque en juin 1945.